# Agraylea multipunctata
Agraylea multipunctata är en nattsländeart som beskrevs av Curtis 1834. Agraylea multipunctata ingår i släktet Agraylea och familjen smånattsländor. Arten är reproducerande i Sverige. Inga underarter finns listade i Catalogue of Life.

## Bildgalleri

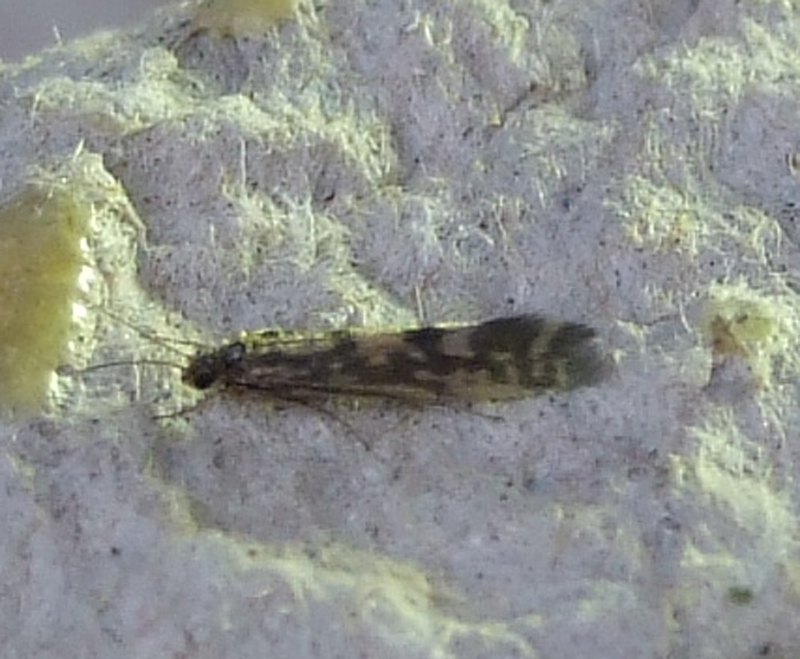